# Néstor Osorio
Néstor Osorio Londoño (Bogotá, 7 de agosto de 1947) es un diplomático y abogado colombiano.
Es un diplomático colombiano. Se convirtió en Embajador de Colombia en el Reino Unido de Gran Bretaña e Irlanda del Norte en febrero de 2014. Fue el 27º Representante Permanente de Colombia ante las Naciones Unidas.
Después de una carrera como abogado administrativo, se desempeñó como Primer Representante Permanente de Colombia ante la Organización Mundial del Comercio (OMC) en Ginebra de 1995 a 1999. Fue el cuarto Director Ejecutivo de la Organización Internacional del Café de 2002 a 2010, donde tuvo representó a Colombia desde 1978, cuando fue nombrado Delegado Alterno y luego se convirtió en jefe de misión y representante Permanente hasta 1994. Después de abandonar la OMC, trabajó para el Gobierno de Colombia como Alto Asesor de Política de Café desde septiembre de 2000 hasta su elección como Director Ejecutivo de la ICO.
En noviembre de 2010, Osorio se convirtió en Representante Permanente de Colombia ante las Naciones Unidas en Nueva York. Durante abril de 2011, Colombia ocupó la presidencia rotatoria del Consejo de Seguridad de la ONU, y Osorio fue el presidente del Consejo.